# Pteronymia alinda
Pteronymia alinda är en fjärilsart som beskrevs av Felder 1865. Pteronymia alinda ingår i släktet Pteronymia och familjen praktfjärilar. Inga underarter finns listade.